# Pothyne albosternalis
Pothyne albosternalis är en skalbaggsart som beskrevs av Stefan von Breuning 1982. Pothyne albosternalis ingår i släktet Pothyne och familjen långhorningar. Inga underarter finns listade i Catalogue of Life.